# Willy Moog
Wilhelm Moog (* 22. Januar 1888 in Neuengronau; † 24. Oktober 1935 in Braunschweig) war ein deutscher Philosoph, Altphilologe und Reformpädagoge.

## Leben
Willy Moog, Sohn des Lehrers Emil Moog, verbrachte seine Kindheit in Griesheim bei Darmstadt und ging in Darmstadt aufs Neue Gymnasium. Er studierte von 1906 bis 1909 in Berlin, München und Gießen Klassische Philologie, Germanistik und Philosophie und widmete sich schon früh, inspiriert durch die Vorlesungen von Georg Simmel in Berlin, intensiv der Philosophie des Neukantianismus. Er promovierte 1909 bei Karl Groos an der heimatlichen Universität Gießen zu einem literarpsychologischen Thema. Nach der Promotion lehrte er in Darmstadt am Ludwig-Georgs-Gymnasium und dem Neuen Gymnasium. In dieser Zeit verfasste er u. a. eine größere Arbeit zu Homer. Er ließ sich 1913 vom Lehrdienst zu Zwecken der Habilitation beurlauben und führte in Berlin Recherchen philosophischer Natur durch und arbeitete als Lehrer an einer Höheren Mädchenschule. Moog leistete seinen unfreiwilligen Kriegsdienst von 1915 bis 1918 in der Grenzüberwachungsstation Alexandrowo/Aleksandrowo in der Nähe von Thorn ab (vermutlich keine Gefechtsberührungen).
Ab 1919 (Habilitation) war er an der Universität Greifswald tätig, zunächst als Privatdozent, ab 1922 als außerordentlicher Professor für Philosophie. Im Herbst 1924 erhielt Moog einen Lehrstuhl als ordentlicher Professor für Philosophie und Pädagogik an der Technischen Universität Braunschweig. 1927–1930 stand Moog als Dekan der neu gegründeten Abteilung für Kulturwissenschaften der Technischen Hochschule Braunschweig vor. 1930 entstand sein bekanntestes Buch Hegel und die Hegelsche Schule, das international rezipiert und von José Gaos 1931 ins Spanische übersetzt wurde. Moogs 1917 erschienenes, aber bereits 1915 fertiggestelltes  Buch über Kants Ansichten über Krieg und Frieden weist eine pazifistische Grundhaltung aus.
Moogs berufliche Situation als Philosophieprofessor in Braunschweig änderte sich, als der Braunschweiger Ministerpräsident Dietrich Klagges (NSDAP) den Rektor Horrmann anwies, Moog zu suspendieren und wegen Verletzung der Amtswürde ein Dienststrafverfahren zu eröffnen, das die Entlassung aus dem Hochschuldienst anstrebte. Moog hatte eine Geliebte, die ihn in einem Brief an Klagges denunzierte. Mit Eröffnung des Dienststrafverfahrens nahm sich Moog am 24. Oktober 1935 das Leben. Die TH Braunschweig besetzte seinen Lehrstuhl erst 1952 wieder (mit Hermann Glockner).
Wie seiner Personalakte zu entnehmen ist, war Moog nie Mitglied der NSDAP, hatte aber berufsnotwendige Mitgliedschaften in NS-Vereinigungen: seit dem 1. Juni 1933 war er Mitglied des NS-Lehrerbundes, seit dem 1. Juli 1933 Mitglied des NSDAP-Opferrings, seit dem 11. Oktober 1933 der NS-Kulturvereinigung und des von Goebbels neu gegründeten Reichsverbandes Deutscher Schriftsteller. Zudem war er seit dem 1. Mai 1934 Förderndes Mitglied der SS. N. Karafyllis (2015) hat seinen passiven Widerstand gegen das NS-Regime in Lehre und Forschung nachgewiesen, u. a. mit der Verweigerung, nur noch zu "deutschen" Philosophen zu prüfen und die Bücher jüdischer Autoren zu verbrennen. In seiner Herausgebertätigkeit galt er als philosemitisch. Noch 1933 veröffentlichte er in seiner Buchreihe "Geschichte der Philosophie in Längsschnitten" die Bände von Gustav Kafka und Richard Hönigswald, die kurz darauf zwangsemeritiert wurden.

## Bedeutung
Moog beschäftigte sich hauptsächlich mit der Geschichte der Philosophie und der Philosophie der Pädagogik und gehörte zusammen mit Max Frischeisen-Köhler zu den Herausgebern des von Friedrich Ueberweg begründeten Standardwerks Grundriß der Geschichte der Philosophie (Band 18. Jahrhundert, 12. Aufl., 1924). In den Jahren 1917–1920 widmete er sich auch intensiv dem Psychologismus-Streit und setzte sich mit Logik und Erkenntnistheorie auseinander (vgl. seine Habilitationsschrift von 1919, veröffentlicht im Verlag Max Niemeyer 1920). Wichtig sind auch seine durchgängigen Forschungen zum Deutschen Idealismus.

## Werke (Auswahl)
- Natur und Ich in Goethes Lyrik (1909), Dissertationsschrift, veröffentlicht Darmstadt: E. Röther.
- Kants Ansichten über Krieg und Frieden (1917)
- Logik, Psychologie und Psychologismus (1919), Habilitationsschrift, veröffentlicht Leipzig: Niemeyer 1920.
- Philosophie (Forschungsberichte, Hg. v. K. Hönn) (1921), Gotha: Perthes.
- Philosophische und pädagogische Strömungen der Gegenwart in ihrem Zusammenhang (1926)
- Geschichte der Pädagogik in 3 Bänden (1928–1933, nur Bd. 2 und 3 erschienen)
- Hegel und die Hegelsche Schule (1930), 1931 ins Spanische übersetzt durch José Gaos, ersch. in Madrid.
- Das Leben der Philosophen (1932)
- Die Pädagogik der Neuzeit vom 18. Jahrhundert bis zur Gegenwart (1933)